# 2013 en sport automobile
Chronologie du Sport automobile
2012 en sport automobile - 2013 en sport automobile - 2014 en sport automobile

## Faits marquants de l'année2013ensport automobile
- Sébastien Ogier, Julien Ingrassia et Volkswagen remportent le titre de champion du monde WRC pour le retour de la marque allemande dans ce championnat et la première saison de la Polo-R WRC.
- Sébastien Loeb et Daniel Elena se retire du championnat WRC en ne disputant que quatre rallyes en 2013.
- La course des 24 Heures du Mans a été marquée par un accident mortel lorsque l'Aston Martin V8 Vantage du pilote Allan Simonsen s'est écrasée violemment contre la barrière de sécurité en sortie du virage du Tertre Rouge.
- Sebastian Vettel remporte son 4e titre de champion du monde de Formule 1 avec Red Bull.
- Yvan Muller remporte son 4e titre de champion du monde de voitures de tourisme avec Chevrolet.

## Par mois

### Janvier
- 16 au 19 janvier ; WRC : le Rallye Monte-Carlo 2013 remporté par Sébastien Loeb et Daniel Elena.
- 26 et 27 janvier : les 24 Heures de Daytona sont remportées par Charlie Kimball, Scott Pruett, Memo Rojas et Juan Pablo Montoya sur une Riley-BMW du Chip Ganassi Racing.

### Février
- 7 au 10 février : WRC avec le Rallye de Suède 2013 remporté par Sébastien Ogier et Julien Ingrassia.

### Mars
- 8 au 10 mars, WRC : le Rallye du Mexique 2013 remporté par Sébastien Ogier et Julien Ingrassia
- 16 mars : ALMS : les 12 Heures de Sebring 2013 sont remportées par Marcel Fässler, Benoît Tréluyer et Oliver Jarvis sur une Audi R18 e-tron quattro du Audi Sport Team Joest.
- 17 mars : première course de la saison en Formule 1 avec le Grand Prix automobile d'Australie 2013 remporté par Kimi Räikkönen sur Lotus-Renault.
- 24 mars, Formule 1 : le Grand Prix automobile de Malaisie 2013 remporté par Sebastian Vettel sur Red Bull-Renault
- 31 mars et 1er avril : les coupes de Pâques à Nogaro sont le cadre des premières courses du nouveau championnat FIA GT Series. Sébastien Loeb et Álvaro Parente remportent la course de qualification puis Edward Sandström et Frank Stippler la course principale.

### Avril
- 7 avril : Super GT : Masataka Yanagida et Ronnie Quintarelli remportent la course d'Okayama.
- 10 avril au 14 avril : WRC avec le Rallye du Portugal 2013.
- 13 avril : première course de la saison en European Le Mans Series avec les 3 Heures de Silverstone remportées pas Simon Dolan et Oliver Turvey sur une Zytek Z11SN-Nissan du Jota Sport.
- 14 avril : 
  - Formule 1 avec le Grand Prix automobile de Chine 2013 remporté par Fernando Alonso sur Ferrari.
  - Première course de la saison en Championnat du monde d'endurance FIA avec les 6 Heures de Silverstone remportée par Allan McNish, Tom Kristensen et Loïc Duval.
  - Première course de la saison en Blancpain Endurance Series sur l'Autodromo Nazionale di Monza remportée par César Ramos, Davide Rigon et Daniel Zampieri
- 20 avril : ALMS : Lucas Luhr et Klaus Graf remportent le Grand Prix de Long Beach
- 21 avril : Formule 1 avec le Grand Prix automobile de Bahreïn 2013.
- 29 avril : Super GT : Kazuki Nakajima et James Rossiter remportent la course de Fuji.

### Mai
- 4 mai : WEC : André Lotterer, Benoît Tréluyer et Marcel Fässler remportent les 6 Heures de Spa.
- 5 mai : DTM : Augusto Farfus remporte la première course à Hockenheim.
- 11 mai : ALMS : Lucas Luhr et Klaus Graf remportent la victoire à Laguna Seca
- 12 mai : Formule 1 avec le Grand Prix automobile d'Espagne 2013
- 18 mai : ELMS : Pierre Thiriet et Mathias Beche remportent la course d'Imola.
- 19 mai : 
  - Grand Prix de Pau de Formule Renault 2.0 (+Porsche Carrera Cup France, Clio Cup France, Championnat de France F4, Mitjet Series et Andros GP électrique).
  - DTM : Mike Rockenfeller remporte la course de Brands Hatch.
- 26 mai : Formule 1 avec le Grand Prix automobile de Monaco 2013 (+GP2 Series, Formula Renault 3.5 Series & Porsche Supercup).

### Juin
- 2 juin :
  - IndyCar Series : Simon Pagenaud remporte sa première victoire dans ce championnat lors de la seconde course du Grand Prix automobile de Détroit
  - DTM : Bruno Spengler remporte la course du Red Bull Ring.
  - WRC : Jari-Matti Latvala remporte le Rallye de l'Acropole.
  - BES : Darren Turner, Stefan Mücke et Frédéric Makowiecki remportent la course de Silverstone.
- 9 juin :
  - Formule 1 : Sebastian Vettel remporte le Grand Prix du Canada.
  - WTCC : Yvan Muller remporte la première course et Michel Nykjær la seconde sur le Moscow Raceway.
- 16 juin :
  - DTM : Gary Paffett remporte la course du Lausitzring.
  - Super GT : Tsugio Matsuda et João Paulo de Oliveira remportent la course de Sepang.
- 23 juin : 
  - WEC : Tom Kristensen, Allan McNish et Loïc Duval remportent les 24 Heures du Mans.
  - WRC : Sébastien Ogier remporte le Rallye de Sardaigne.
- 30 juin : 
  - Formule 1 : Nico Rosberg remporte le Grand Prix de Grande-Bretagne.
  - Pikes Peak International Hill Climb : Sébastien Loeb remporte la course de côte et établi un nouveau record de l'ascension en 8 min 13 s 878 au volant de la Peugeot 208 T16 Pikes Peak.
  - WTCC : Yvan Muller remporte la première course et James Nash la seconde sur le Circuit de Boavista.
  - BES : Maxime Martin, Bas Leinders et Yelmer Buurman remportent la course du Paul Ricard.
  - Rolex Sports Car Series : João Barbosa et Christian Fittipaldi remportent les 6 Heures de Watkins Glen

### Juillet
- 6 juillet : ALMS : Lucas Luhr et Klaus Graf remportent la victoire à Lime Rock.
- 7 juillet : Formule 1 : Sebastian Vettel remporte le Grand Prix d'Allemagne.
- 14 juillet : DTM : Robert Wickens remporte la course du Norisring.
- 20 juillet : ELMS : Pierre Thiriet et Mathias Beche remportent la course du Red Bull Ring.
- 21 juillet : ALMS : Lucas Luhr et Klaus Graf remportent la victoire à Mosport.
- 26 juillet :  Rolex Sports Car Series : Le Brickyard Grand Prix qui est la troisième et dernière course comptant pour le North American Endurance Championship est remporté par Ryan Dalziel et Alex Popow du Starworks Motorsport. La mini série est remportée par Scott Pruett et Memo Rojas du Chip Ganassi Racing with Felix Sabates[1].
- 28 juillet : 
  - WTCC
  - BES
  - Super GT

### Août
- 4 août : 
  - DTM
  - WRC
- 11 août : ALMS
- 18 août : 
  - DTM
  - FIA GT Series
  - Super GT
- 25 août : WRC
- 31 août : WEC

### Septembre
- 1er septembre : ALMS
- 8 septembre :
  - WTCC
  - Super GT
- 14 septembre : ELMS
- 15 septembre : 
  - DTM
  - WRC
- 21 septembre : ALMS
- 22 septembre : 
  - WEC
  - WTCC
  - BES
  - Super GT
- 28 septembre : ELMS
- 29 septembre : 
  - DTM
  - FIA GT Series

### Octobre
- 6 octobre : 
  - ALMS
  - WRC
  - Super GT
- 19 octobre : ALMS, Rebellion Racing remporte pour la seconde fois le Petit Le Mans avec les pilotes Neel Jani, Nicolas Prost et Nick Heidfeld
- 20 octobre :
  - WEC
  - DTM, Timo Glock remporte sa première victoire lors de la dernière course de la saison.
  - FIA GT Series
- 27 octobre : WRC

### Novembre
- 3 novembre :
  - WTCC
  - Super GT
- 10 novembre : WEC
- 17 novembre : 
  - WTCC
  - WRC
- 30 novembre : WEC

## Décès
- 11 janvier : Guido Forti, pilote automobile italien, cofondateur et directeur de l'écurie Forti Corse[2]. (° 14 juillet 1940).
- 30 janvier : Gonzague Olivier, pilote automobile français, (° 27 septembre 1921).
- 24 février : Dave Charlton, pilote automobile sud-africain[3]. (° 27 octobre 1936).
- 15 juin : José Froilán González, pilote automobile argentin. (° 5 octobre 1922).
- 19 juin : Eugen Böhringer; Pilote allemand de rallye. (° 22 janvier 1922).
- 22 juin : Allan Simonsen, pilote automobile danois. (° 5 juillet 1978).
- 14 juillet : Henri Julien (en), fondateur de AGS.
- 29 juillet : Tony Gaze, Aviateur australien de la Royal Air Force, devenu pilote et promoteur de course automobile. (° 3 février 1920).
- 11 octobre : María de Villota, pilote automobile espagnole. (° 13 janvier 1980).
- 15 octobre : Sean Edwards, pilote automobile britannique. (° 6 décembre 1986).
- 20 octobre : Joginder Singh, pilote de rallye kenyan. (° 9 février 1932).
- 13 novembre : Mauro Nesti, pilote automobile italien plusieurs fois Champion d'Europe de la montagne. (° 12 août 1935).
- 16 décembre : Philippe Favre (en), pilote automobile suisse.